# Tony Chapron
Tony Chapron (født 23. april 1972) er en tidligere fransk fodbolddommer. Han har dømt internationalt under det internationale fodboldforbund FIFA siden 2007, hvor han siden 2010 har været indrangeret som premier kategori-dommer, der er det næsthøjeste niveau for internationale dommere. Han debuterede i Champions League i november 2010 med kampen i gruppespillet mellem Rubin Kazan og Panathinaikos.

## Kampe med danske hold
- Den 29. maj 2008: Venskabskamp: Holland – Danmark 1-1.
- Den 26. august 2008: Kvalifikation til UEFA Cuppen: FC Nordsjælland – Queen of the South F.C. 2-1.
- Den 22. november 2008: Kvalifikation til EM for U19 landshold: Georgien – Danmark U19 2-2.